# 塩漬け

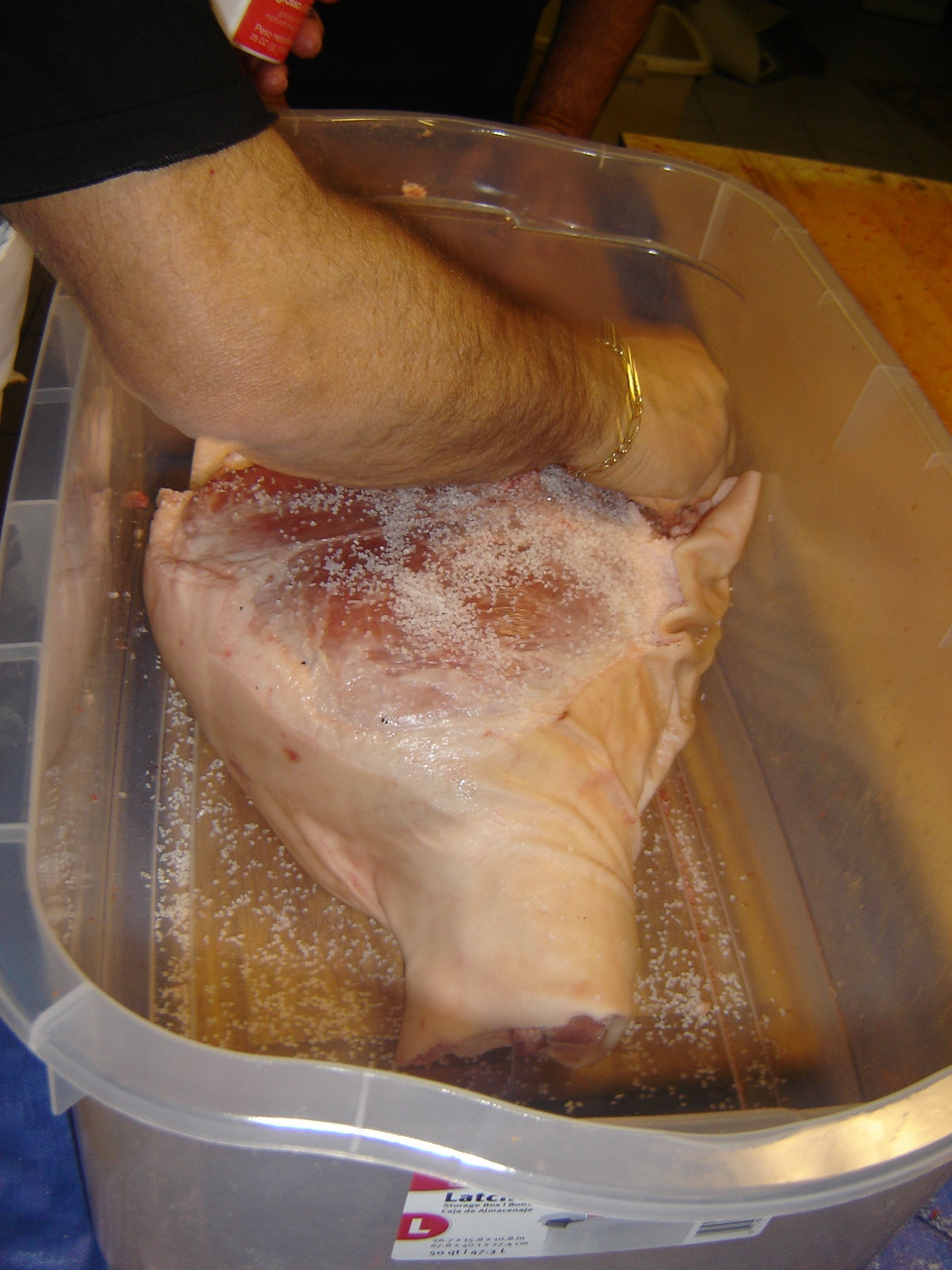
塩漬けを用いた生ハム作り

塩漬け（しおづけ）とは、主に腐敗しやすい食品を、長期保存や味付けのため食塩に漬けておく古くからの方法、またその方法で塩に漬けた食品をいう。前者は塩蔵（えんぞう）、後者は塩蔵品（えんぞうひん）ともいう。

## 食品
腐敗しやすい畜肉や魚介類・野菜等を、塩分濃度の高い状態に置くことで細菌（雑菌）を繁殖させにくくし、長期保存する手段として古代から用いられてきた。特に魚介類では塩辛、野菜類では漬物がその代表的なものである。畜肉の場合ではハムやベーコン、コンビーフ、スーチカーなどが該当する。
塩漬けによる食品保存が始まった時期は不明であるが、紀元前6000頃のエジプトでは、すでに食肉を岩塩中で保存していたとされる。食塩により保存性を高めた食品は世界的にも多く、また素材が熟成されることもあり、冷蔵庫が普及するまでは様々な食品の保存に食塩が用いられてきた。
塩蔵とは、食品保存法であると同時に、食材の風味を作り変える手段であり、食塩が豊富に得られる地域でよく見られる食品加工方法のひとつである。塩分濃度を制御することで有害な微生物を退け、活動できるものを選んで発酵に用いる場合もある。
塩漬けにより雑菌の繁殖が抑えられる理由は、浸透圧（すなわち微生物の細胞から水分が失われる）による殺菌・静菌によるものと、細菌が利用しやすい自由水を食塩によって結合水にすることで水分活性を減らすことによる。一般に腐敗細菌の多くは約5%の塩分濃度で繁殖が抑制され、15 - 20%で繁殖不能になる。好塩菌は自身の細胞の浸透圧を調整しており塩による静菌が困難である。
食品は保存と安定供給のため、あるいは長距離・長時間の輸送に耐えうるため様々に加工されてきた。食品加工の加工の方法は塩蔵のみならず様々な方法があり、保存性を高めた食品のことを保存食という。

### 塩せき・無塩せき
ハムやソーセージなどの食肉加工品を製造する際には、風味や肉質、保存性の向上などの目的で、原料肉を食塩や発色剤（亜硝酸ナトリウムなど）、砂糖、香辛料などに漬け込む工程があり、これを塩せき（えんせき、英: Curing）という。日本においては塩せきの手法が公正競争規約により定められており、例えば、塩せきの期間はハムで5日間以上、ベーコンで5日間以上、ソーセージで3日間以上と定められている。
なお「無塩せき」の表示のある加工品は、塩せきの工程を全く行っていない意味ではなく、塩せきの際に発色剤を用いていないという意味である。
「塩せき」をすべて漢字表記にしたものは「塩漬」であり、「塩析」は別の用語であり誤記である。ただし「漬」の音読みは「シ」であり、「セキ」と読ませるのはいわゆる慣用音である。

### 塩抜き
塩ワカメなど、一部の塩分の強い塩蔵品については真水に浸して塩分を抜く「塩抜き（塩出し）」を必要とする場合がある。真水ではなく薄い食塩水に浸す「呼び塩」と呼ばれる方法を用いることもある。

## 食品以外
一般には食品保存法として利用される塩漬けであるが、それ以外にも様々な腐敗しやすい物を保存するために利用された。

### 学術標本
防腐技術が未発達だった時代には、生物標本を塩漬けにして保存する場合があった。いち例としてシーラカンスでは、初めて捕獲された個体の標本は塩漬けによって保管されていたが、塩蔵保存では標本の体の水分が抜けて原型を損なうため、シーラカンスの初の標本ではその生物的特徴が判りにくくなっていた。

### 人の遺体
遺体の保存方法として利用された例も多い。中国や日本では戦国時代以降、打ち倒した相手の首を切り落として首級として持ち帰る際に、首を塩漬けにして腐敗を防いだ。また権力者が客死した際や埋葬する際に、特に真夏に死去して葬儀の間に遺体が腐敗しやすい場合など、塩漬けにして遺体を保存することもあったとされる（文禄・慶長の役の耳塚を参照）。また、ヨーロッパでも第一次世界大戦の頃までは、遺体を戦地から塩漬けにして輸送することもあった。

## 転用
転じて、購入後に価値が下落した不動産、株券、美術品などの資産を有効活用できないまま、長期間保有し続けることを「塩漬け」と呼ぶ。また、購入・借用・譲受等によって入手した物を使用せず保管しておくことや、行わなければならないことを先送りにすることを「塩漬け」と呼ぶ場合もある。
特に土地の場合に言うことが多く、バブル景気時代に値上がりを見越して投機目的で地上げなどにより取得された土地が、その後のバブル崩壊後により活用されず更地のままにされたり、暫定的に駐車場やコインパーキングなどに転用された。このような土地がマスメディアにより「塩漬けの土地」と表現された。バブル景気とその崩壊に伴う「塩漬けの土地」の例として有名なものが、旧国鉄汐留駅跡地である（汐留駅 (国鉄)#旧汐留駅跡地を参照）。